# Ludovic Hubler
Ludovic Hubler (ur. 11 września 1977 w Bar-le-Duc) − francuski podróżnik, który w latach 2003−2008 objechał Ziemię używając autostopu jako jedynego środka transportu. Odwiedził 59 krajów na siedmiu kontynentach. Trasa, którą przebył, przekracza 170 000 km. Wzmianki o jego przedsięwzięciu pojawiały się w gazetach i serwisach internetowych, a wywiady z Hublerem emitowały lokalne telewizje (m.in. w Chinach, Nowej Zelandii, Meksyku i Stanach Zjednoczonych).
Swoje doświadczenia opisał w 2009 roku w książce podróżniczej Le monde en stop: Cinq années à l'école de la vie, która otrzymała rok później Prix Pierre Loti.